# جيم شامبيون
جيم شامبيون (بالإنجليزية: Jim Champion)‏ هو لاعب كرة قدم أمريكية أمريكي، ولد في 11 يناير 1926 في تيلاتوبا في الولايات المتحدة.